# جونزبورو (جورجيا)
جونزبورو (بالإنجليزية: Jonesboro, Georgia)‏ هي مدينة تقع في مقاطعة كلايتون، جورجيا بولاية جورجيا في الولايات المتحدة. تبلغ مساحة هذه المدينة 6.8 (كم²)، وترتفع عن سطح البحر 280 م، بلغ عدد سكانها 4724 نسمة في عام 2010 حسب إحصاء مكتب تعداد الولايات المتحدة.

## أعلام
- دان كاثي
- جيسي فاولر
- توماس ميلتون ريفرز
- بوبا كاثي
- داريل روبرتسون
- ويليام د. بايرون

## وصلات خارجية
- http://jonesboroga.com
- Cities & Counties - Georgia.gov